# Christoph III. von Pappenheim
Christoph III. von Pappenheim (* 21. März 1538 auf Schloss Rotenstein; † 13. Januar 1569 in Neus, Frankreich) war ein Marschall aus dem Adelsgeschlecht von Pappenheim.

## Leben
Christoph war der Sohn von Wolfgang I. († 1558) und seiner Ehefrau Margareta von Roth († 1555) und genoss eine Ausbildung als Soldat. Nach dem Tode seines Vaters Wolfgang im Jahr 1558, entschloss sich Christoph, zusammen mit seinen Brüdern Philipp und Wolfgang, zu einer Wallfahrt nach Jerusalem, die er und Philipp jedoch in Venedig abbrachen und daraufhin in die Schweiz reisten. Wie sein Bruder Philipp bekannte sich auch Christoph zum reformierten Glauben, den beide in der Schweiz kennenlernten. Im Jahr 1568 schloss er sich dem Pfalzgrafen Herzog Wolfgang an. Zusammen mit Pfalzgraf Herzog Wolfgang zog er mit rund 17.000 Soldaten 1568 nach Frankreich, um den Hugenotten beizustehen. Beide fanden 1569 den Tod in Frankreich, noch bevor der Hugenottenkrieg 1598 beendet wurde. Christoph hinterließ keine Nachkommen.